# Anton Arnold (Sänger)

Anton Arnold auf der Bühne (April 1913)

Anton Arnold als „David“ in Die Meistersinger von Nürnberg (Regensburg, Dezember 1910)

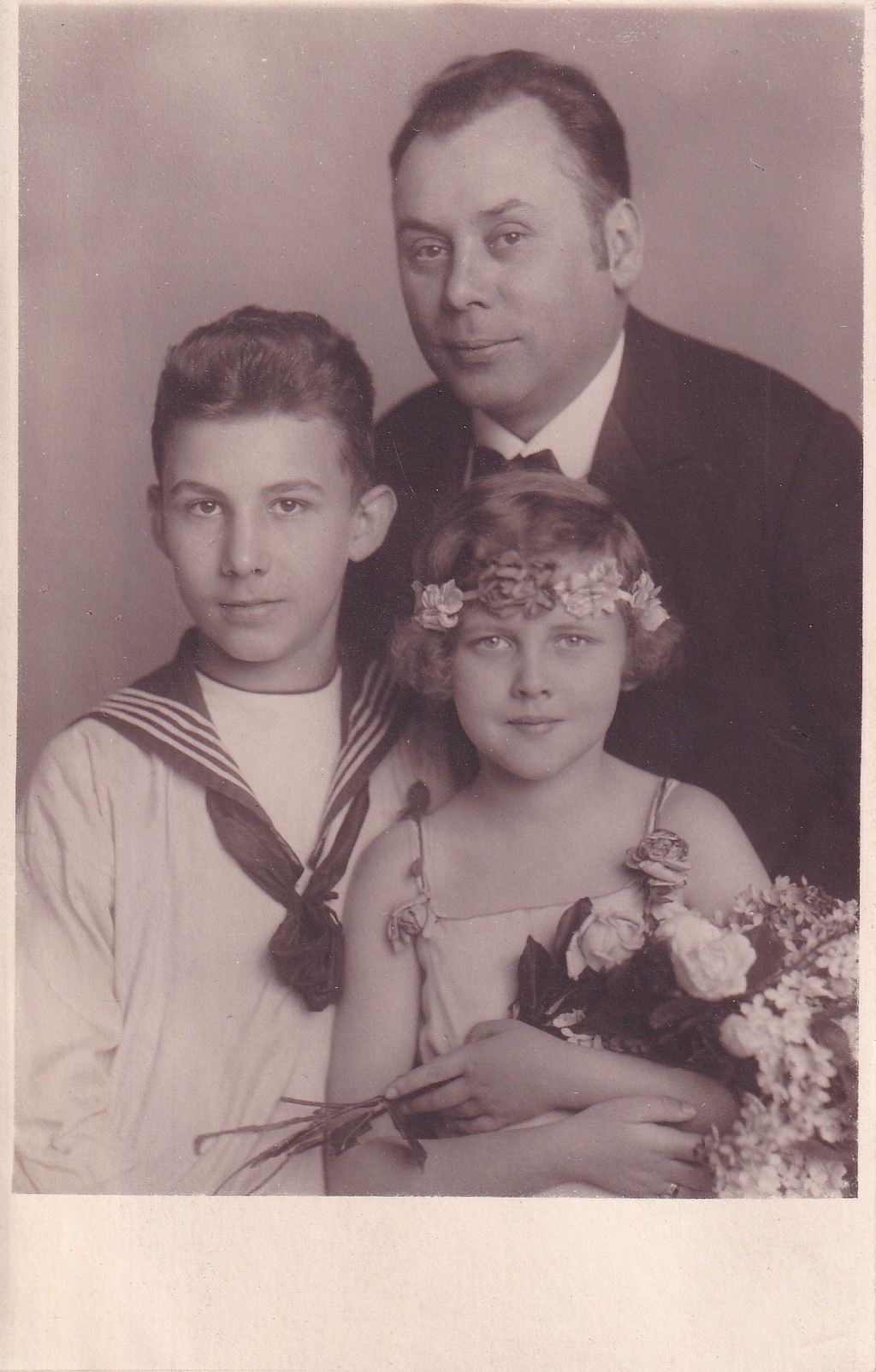
Staatsoperntenor Anton Arnold mit Sohn Gottfried und Tochter Mady (ca. 1927)

Anton Arnold (* 31. Jänner 1880 in Weißkirchen, Transleithanien, Österreich-Ungarn; † 13. Juli 1954 in Wien) war ein österreichischer Opernsänger (Tenor) donauschwäbischer Herkunft.

## Leben
Arnold war Sohn eines Uhrmachers. Er erhielt seine Gesangsausbildung durch Paul Greiff und Laura Hilgermann. Sein Debüt fand 1909 am Stadttheater in Olmütz statt, wohin er auch in der Spielzeit 1913–14 zurückkehrte. Weitere Stationen der Karriere waren Regensburg (1910–11 und 1915–16), Teplitz-Schönau (1911–12 und 1914–15), und Dortmund (1912–13). Nach einem Engagement am k.k. priv. Carltheater Wien gehörte er schließlich ab 1916 der Wiener Hofoper (später Wiener Staatsoper) an, bis er 1942 aus politischen Gründen früh-pensioniert wurde, aber noch weiter als Gast (auch in Holland und Spanien) auftrat. Während er früh auch jugendliche oder Heldenpartien gesungen hatte, konzentrierte er sich später auf das Charakterfach, wo er in einer Vielzahl von Partien, u. a. als Mime im Nibelungenring und als David in den Meistersingern beim Publikum große Beliebtheit erwarb. 1919 schuf Arnold die Figur des Buckligen in der Uraufführung der Oper Die Frau ohne Schatten von Richard Strauss. Zu seinem Repertoire gehörten Don Curzio in Figaros Hochzeit, Yamadori in Madama Butterfly, Alcindoro in La Bohème, Spoletta in Tosca, Narraboth in Salomé und Missail im Boris Godunow. Insgesamt trat er in rund 200 verschiedenen Partien auf der Bühne auf, davon allein in über 2500 Vorstellungen an der Staatsoper.
Arnold trat auch in seiner Heimatstadt Weißkirchen auf. Gagen seiner Konzerttourneen in den USA nach dem Ersten Weltkrieg (16 Mill. Kronen) stellte er dem Hilfswerk des Wiener Schwabenvereins für notleidende Kinder zur Verfügung. Nach Kriegsende besaß und leitete Arnold eine kurze Zeit das deutschsprachige Theater in Temesvar.
Er trat 1938 bei den Salzburger Festspielen als „Balthasar Zorn“ in der 1938er-Aufführung der Meistersinger von Nürnberg unter Wilhelm Furtwängler auf. 1941 war er an der Volksoper zu Gast, wo er bereits 1909 als Chorsänger aufgetreten war. Seit den 1920er Jahren war er oft im österreichischen Rundfunk zu hören. Bis 1948 gab er Konzerte mit unverändert schöner Stimme.
Anton Arnold hatte drei Kinder, darunter den Mediziner und Pianisten Gottfried Eduard Arnold.